# Tim Redding
Pour les articles homonymes, voir Redding.
Timothy James Redding (né le 12 février 1978 à Rochester, New York, États-Unis) est un lanceur droitier des Ligues majeures de baseball. Il fait partie des Dodgers de Los Angeles.

## Carrière
Tim Redding est drafté en 20e ronde par les Astros de Houston en 1997. Utilisé principalement comme lanceur partant, il évolue quatre saisons pour les Astros, faisant ses débuts le 24 juin 2001 et enregistrant sa première victoire dans les majeures le 2 juillet de la même année contre les Brewers de Milwaukee.
Membre de la rotation de lanceurs partants des Astros en 2003, il entreprend 32 parties, gagne 10 rencontres et affiche une moyenne de points mérités de 3,68.
Tout juste avant le début de la saison 2005, les Astros transfèrent Redding aux Padres de San Diego en retour de Humberto Quintero, un receveur. Après six départs et trois sorties en relève pour San Diego, Redding n'a aucune victoire contre cinq défaites et une moyenne de points mérités très élevée de 9,10 en 29 manches et deux tiers lancées. Le 2 juillet, les Padres l'échangent, en compagnie du lanceur gaucher Darrell May, aux Yankees de New York en retour du vétéran droitier Paul Quantrill. Redding ne lance qu'une seule manche dans l'uniforme des Yankees et encaisse une défaite.
Signé comme agent libre par les White Sox de Chicago en 2006, il passe toute l'année dans les mineures avec le club-école de niveau AAA de l'équipe, les Knights de Charlotte.
Redding revient dans les majeures sous les couleurs des Nationals de Washington en 2007 et 2008. À sa deuxième saison, il effectue 33 départs et enregistre 10 victoires.
Il passe la saison 2009 avec les Mets de New York, où il est utilisé tant comme partant que comme releveur.
En 2010, le lanceur droitier ne joue qu'en ligues mineures, avec des équipes affiliées aux Rockies du Colorado et aux Yankees de New York. Il quitte l'équipe de Scranton/Wilkes-Barre, club-école des Yankees, durant l'été pour aller jouer en Corée pour les Samsung Lions.
Le 3 janvier 2011, Redding accepte une offre des Dodgers de Los Angeles.